# Contault

Contault este o comună în departamentul Marne, Franța. În 2009 avea o populație de 71 de locuitori.